# Classifica scalatori (Giro d'Italia femminile)

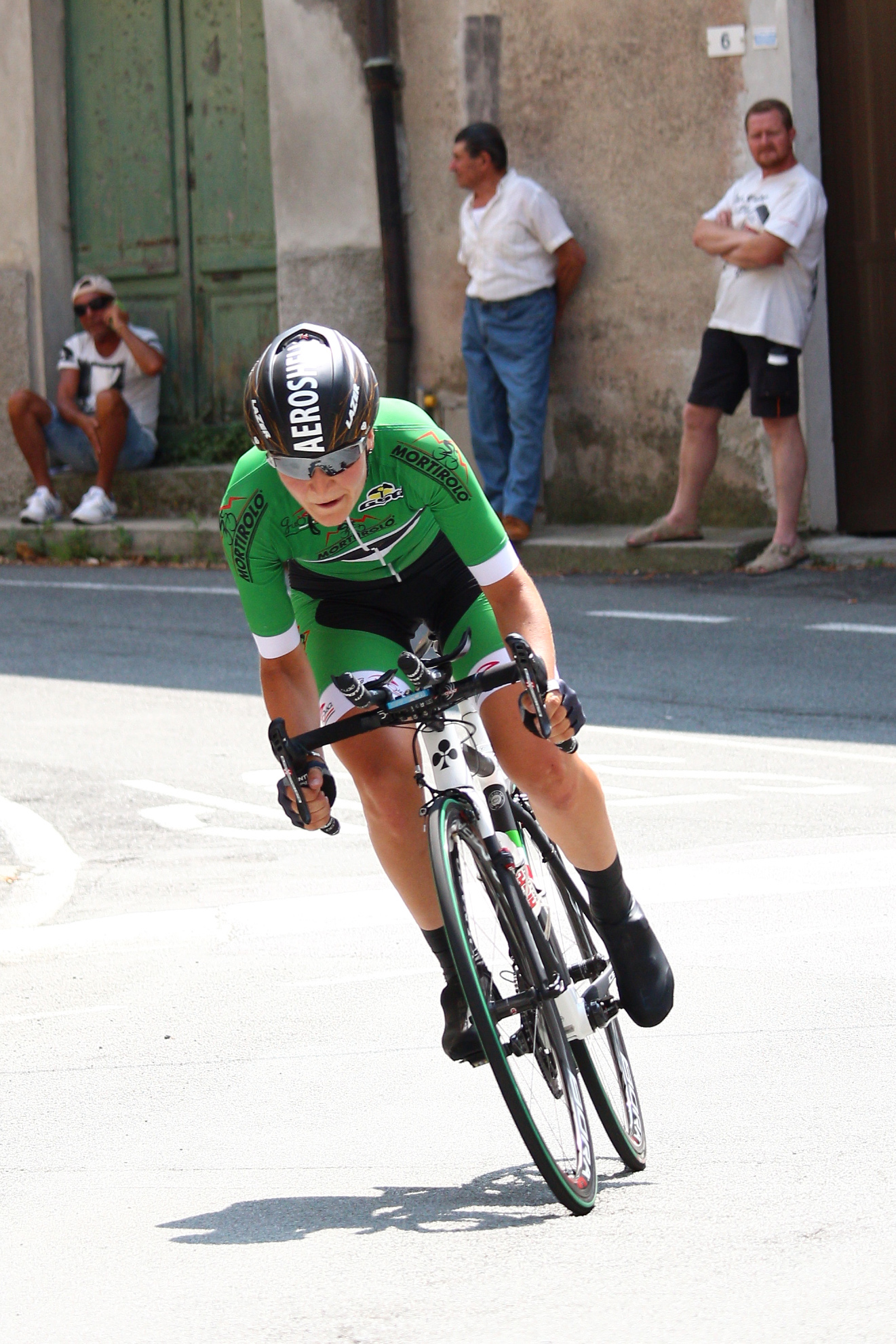
Elisa Longo Borgini in maglia verde durante il Giro Rosa 2016

La classifica scalatori del Giro d'Italia femminile è una delle classifiche accessorie della corsa a tappe italiana. Consiste in una graduatoria determinata dai punti che vengono assegnati alle cicliste che transitano per prime ai traguardi dei Gran Premi della Montagna. La leader della classifica indossa la maglia verde.

## Albo d'oro
| Anno | Corridore             | Squadra                             | Punti | Altre classifiche |
| ---- | --------------------- | ----------------------------------- | ----- | ----------------- |
| 1988 | Maria Canins          | GS Verynet                          | ?     | Generale          |
| 1989 | Roberta Bonanomi      | AS Merate-Cantine Pirovano          | ?     | Generale          |
| 1990 | Catherine Marsal      | Francia                             | ?     | Generale Giovani  |
| 1993 | Lenka Ilavská         | Slovacchia                          | ?     | Generale          |
| 1994 | Sigrid Corneo         | SC Cerrini                          | ?     | -                 |
| 1995 | Fabiana Luperini      | Gelati Sanson-Edera Forlì           | ?     | Generale Giovani  |
| 1996 | Fabiana Luperini      | Gelati Sanson-Edera Forlì           | ?     | Generale          |
| 1997 | Fabiana Luperini      | GS Gelati Sanson-Mimosa Forlì       | ?     | Generale          |
| 1998 | Fabiana Luperini      | GS Mimosa Sprint                    | ?     | Generale          |
| 1999 | Daniela Veronesi      | Alfa Lum-RSM                        | ?     | -                 |
| 2000 | Edita Pučinskaitė     | Alfa Lum-RSM                        | ?     | -                 |
| 2001 | Mari Holden           | Alfa Lum-RSM                        | ?     | -                 |
| 2002 | Zinaida Stahurskaja   | Chirio-Forno d'Asolo                | ?     | Punti             |
| 2003 | Jolanta Polikevičiūtė | Team 2002 Aurora RSM                | 65    | -                 |
| 2004 | Svetlana Bubnenkova   | P.M.B.-Fenixs                       | 61    | -                 |
| 2005 | Svetlana Bubnenkova   | P.M.B.-Fenixs-Colnago               | 74    | -                 |
| 2006 | Edita Pučinskaitė     | Nobili Rubinetterie-Menikini-Cogeas | 14    | Generale          |
| 2007 | Svetlana Bubnenkova   | Fenixs-HPB-Edilsavino               | 32    | -                 |
| 2008 | Fabiana Luperini      | Menikini-Selle Italia-Master Colors | 67    | Generale          |
| 2009 | Mara Abbott           | Team Columbia Women                 | 38    | -                 |
| 2010 | Emma Pooley           | Cervélo TestTeam Women              | 48    | -                 |
| 2011 | Marianne Vos          | Team Nederland Bloeit               | 54    | Generale Punti    |
| 2012 | Emma Pooley           | AA Drink-Leontien.nl Cycling Team   | 43    | -                 |
| 2013 | Mara Abbott           | Stati Uniti                         | 30    | Generale          |
| 2014 | Emma Pooley           | Lotto-Belisol Ladies                | 64    | -                 |
| 2015 | Flávia Oliveira       | ALÉ-Cipollini                       | 42    | -                 |
| 2016 | Elisa Longo Borghini  | Wiggle-High5                        | 42    | -                 |
| 2017 | Annemiek van Vleuten  | Orica-Scott                         | 26    | Punti             |
| 2018 | Amanda Spratt         | Mitchelton-Scott                    | 51    | -                 |
| 2019 | Annemiek van Vleuten  | Mitchelton-Scott                    | 47    | Generale Punti    |
| 2020 | Cecilie Uttrup Ludwig | FDJ Nouvelle-Aquitaine Futuroscope  | 40    | -                 |
| 2021 | Lucinda Brand         | Trek-Segafredo                      | 47    | -                 |
| 2022 | Kristen Faulkner      | Team BikeExchange-Jayco             | 56    | -                 |